# Hank Green
William Henry "Hank" Green II, född 5 maj 1980, i Birmingham i Alabama, är en forskningsförmedlare och videobloggare, romanförfattare, ståuppkomiker och entreprenör, delgrundare av skivbolaget DFTBA Records och webbplatsen Eco Geek samt tidigare "singer-songwriter".
Våren 2011 lanserade Green 2D-glasögon. Dessa var resultatet av att hans fru berättade att hon får huvudvärk av 3D-filmer. Glasögonen tar bort 3D-effekten genom att släppa igenom samma bild av de två olika bilderna som används för att skapa illusionen av 3D i filmer till bärarens ögon.
Asteroiden 13943 Hankgreen är uppkallad efter honom.

## Bakgrund
Green föddes i Birmingham, Alabama, och hans familj flyttade sen till Orlando, Florida, där han växte upp. Han tog examen från Winter Park High School 1998 och tog sedan en kandidatexamen i biokemi från Eckerd College och en magisterexamen i miljö-studier från University of Montana. Green är för närvarande bosatt i Missoula, Montana tillsammans med sin fru Katherine och deras son Orin, samt deras katt Cameo. Paret ägde även en hund vid namn Lemon som gick bort 2016 på grund av skelettcancer.[källa behövs]

## Vlogbrothers
Tillsammans med sin äldre bror John Green startade Hank Green YouTube-kanalen "vlogbrothers" år 2007, efter en överenskommelse att sluta helt med textbaserad kommunikation under ett år och bara videoblogga (projektet kallades "Brotherhood 2.0"). Efter projektets slut hade en community växt upp runt kanalen (kallat "nerdfighteria" från namnet på deras efterföljare "Nerdfighters") och i och med det så bestämde de sig för att fortsätta med videobloggandet.

### Andra youtube-projekt
Hank är involverad i många andra kanaler på Youtube, bland annat Crash Course, SciShow, The Lizzie Bennet Diaries, The Brain Scoop, Animal Wonders och Sexplanations (sistnämnda med Lindsey Doe). Webbserien The Lizzie Bennet Diaries, vilken han producerade, vann 2013 en Emmy Award för Outstanding Creative Achievement In Interactive Media – Original Interactive Program.

### VidCon
I juli 2010 anordnade Green en konferens för videobloggare i Los Angeles kallat Vidcon som beskrivs som den största Youtube-träffen på planenten (eng. the biggest YouTube gathering on the planet). Konferensen besöktes av cirka 1 400 videobloggare varav 26 fanns med på Youtubes top 100 av mest prenumeranter. Konferensen hölls även igen år 2011 och hade då möjlighet för 2 300 deltagare istället för den tidigare maxgränsen på 1 400. 2012 hölls Vidcon för tredje året i rad och mer än dubblerade antalet videobloggare och besökare till 7000 stycken. 2014 hölls VidCon för femte året i rad och hade 18000 besökare.

### Dear Hank & John
I Juni 2015 släppte Green för första gången podcasten "Dear Hank & John" som han publicerar tillsammans med sin bror, John Green. Podcasten går ut på att de tillsammans besvarar frågor och ger råd till sina lyssnare som skickar in eventuella problem de har. De släpper ett avsnitt i veckan.

## Musik
I början av Vlogbrothers accepterade Hank utmaningen att varje vecka framföra en egenskriven låt (vilket senare blev "Song Wednesdays"). Sedan dess har han fortsatt skriva låtar och uppträda och 2008 släppte han sitt första album, So Jokes.[källa behövs]

## Författarskap
Den 25 september 2018 publicerades Greens debutroman "An Absolutely Remarkable Thing" av förlaget Dutton. Den 7 juli 2020 publicerades uppföljaren "A Beautifully Foolish Endeavor".

### Diskografi
- 2008 – So Jokes
- 2009 – This Machine Pwns n00bs
- 2009 – I'm So Bad at This: Live! (livealbum)
- 2011 – Ellen Hardcastle
- 2012 – Tour de Nerdfighting
- 2013 – Thinking About Christmas Songs (EP)
- 2014 – Incongruent (tillsammans med The Perfect Strangers)